# Cynthia rubia
Cynthia rubia är en fjärilsart som beskrevs av Otto Staudinger. Cynthia rubia ingår i släktet Cynthia och familjen praktfjärilar. Inga underarter finns listade i Catalogue of Life.